# Het´maniwka (obwód odeski)
Het´maniwka (ukr. Гетьманівка, hist. pol. Hetmanówka) – wieś na Ukrainie, w obwodzie odeskim, w rejonie podolskim, w hromadzie Sawrań. W 2001 liczyła 407 mieszkańców, spośród których 381 wskazało jako ojczysty język ukraiński, 16 rosyjski, 5 mołdawski, 4 bułgarski, a 1 inny.